# Tiggiano
Tiggiano är en ort och kommun i provinsen Lecce i regionen Apulien i Italien. Kommunen hade 2 839 invånare (2017).